# 些利街清真寺
些利街清真寺（英語：Jamia Mosque），又稱回教清真禮拜總堂，位於香港島中環半山區些利街30號，些利街和摩羅廟街的交界。該寺為香港最古老的清真寺，反映香港殖民地時代穆斯林的歷史，也象徵了香港宗教文化的多元性，歷史價值甚高。現被古物古蹟辦事處列為香港法定古蹟，其教徒住所則被列為香港二級歷史建築。

## 歷史
些利街清真寺建於1849年，當時只是一間簡陋的小石屋。至1870年，清真寺獲地擴建為清真寺，直至1890年才竣工，正式建為一間清真寺。該寺其後於1915年重建(有說是1905年來自印度孟買的富商穆罕默德．哈奇出資重建)，只保留舊寺的尖塔，即是現時所見的外貌。現時該寺旁則興建了一座8層高的文化中心。到2022年3月，古物諮詢委員會通過建議將寺廟列為法定古蹟。

## 建築
些利街清真寺佔地4,000平方呎，可容納約360人祈禱聚會。清真寺為典型伊斯蘭建築，外形呈長方形，正門為拱形，四週設有具阿拉伯特色的洋蔥形拱窗，牆上有大量裝飾線條，內有一個拱頂及一座呼拜塔。寺的外牆原為灰白色，近年被塗上綠色，抬頭可見有星月標誌的呼拜塔。

### 呼拜塔
正門側的呼拜塔（亦稱宣禮塔）是些利街清真寺的標誌性建築，用來召喚穆斯林前來做禮拜。每次禮拜前四分之一小時，宣禮提示聲就從塔的擴音器響起，故宣禮塔需要是附近的最高建築點，否則便不能把信眾叫來。此建築反映了回教重視入世、信仰與生活互相交融的特色。
回教些利街清真寺的宣禮塔有一個突出的陽台，塔頂上有象徵伊斯蘭教的星月徽。

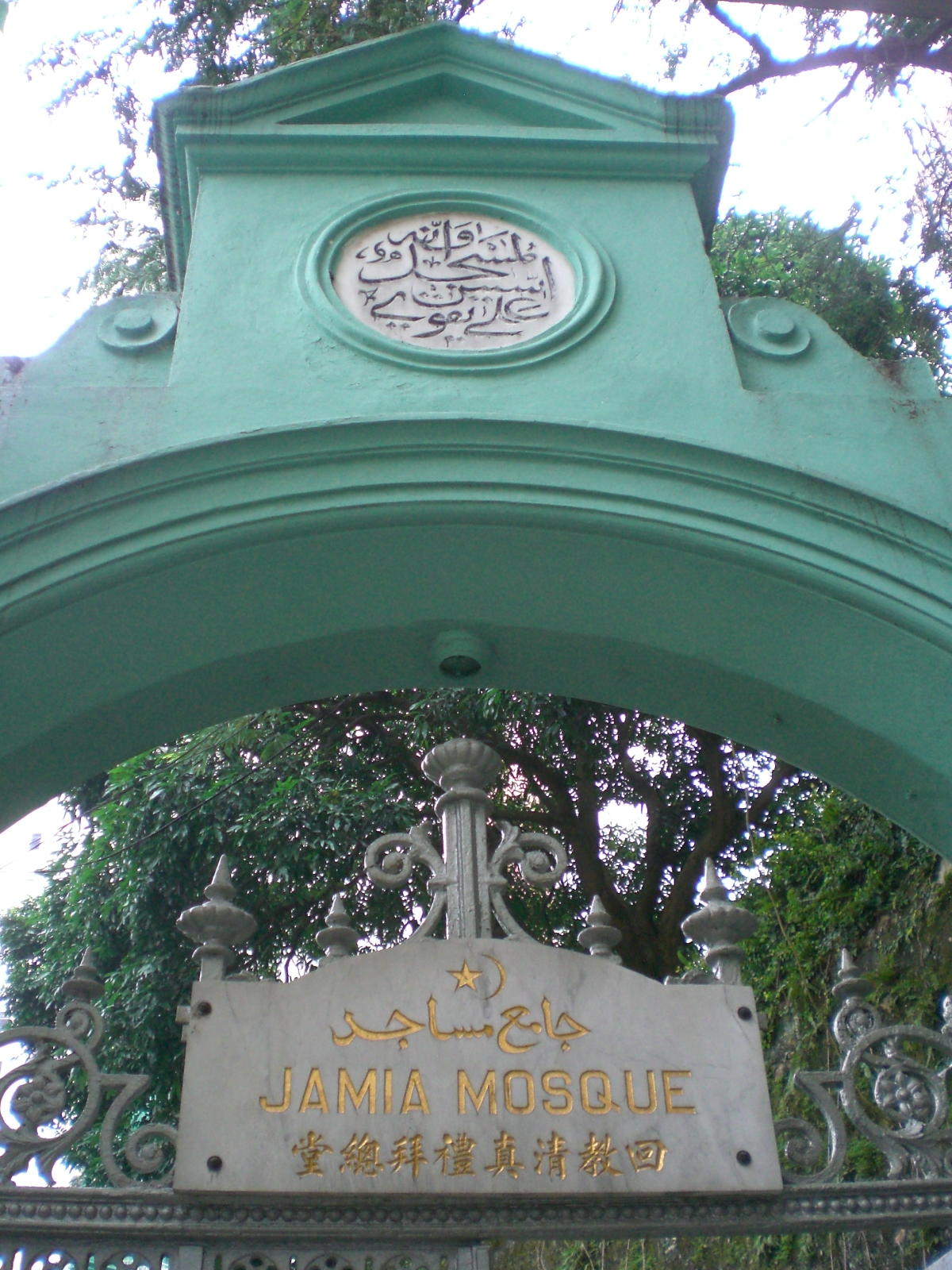
大門
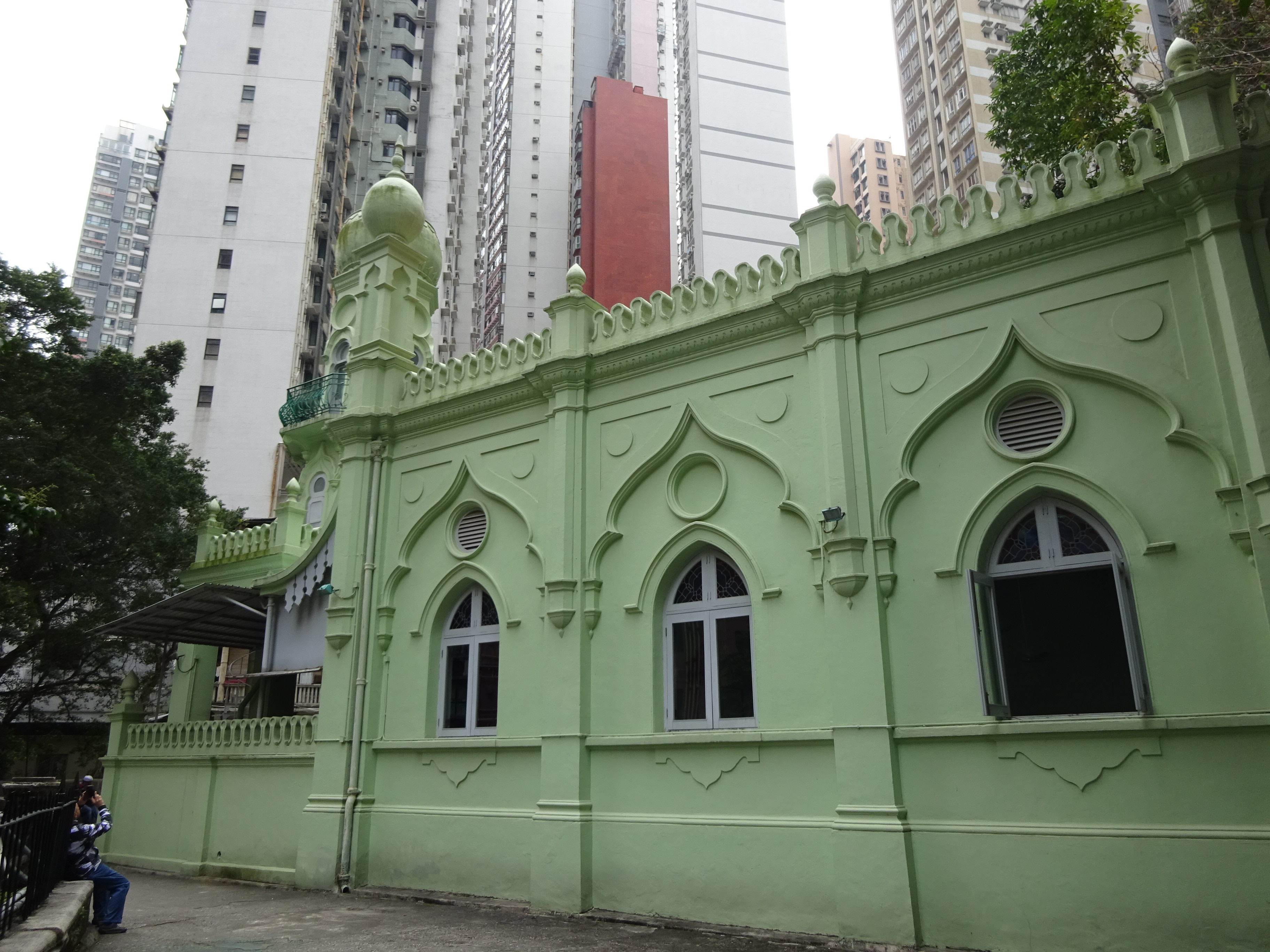
清真寺外部
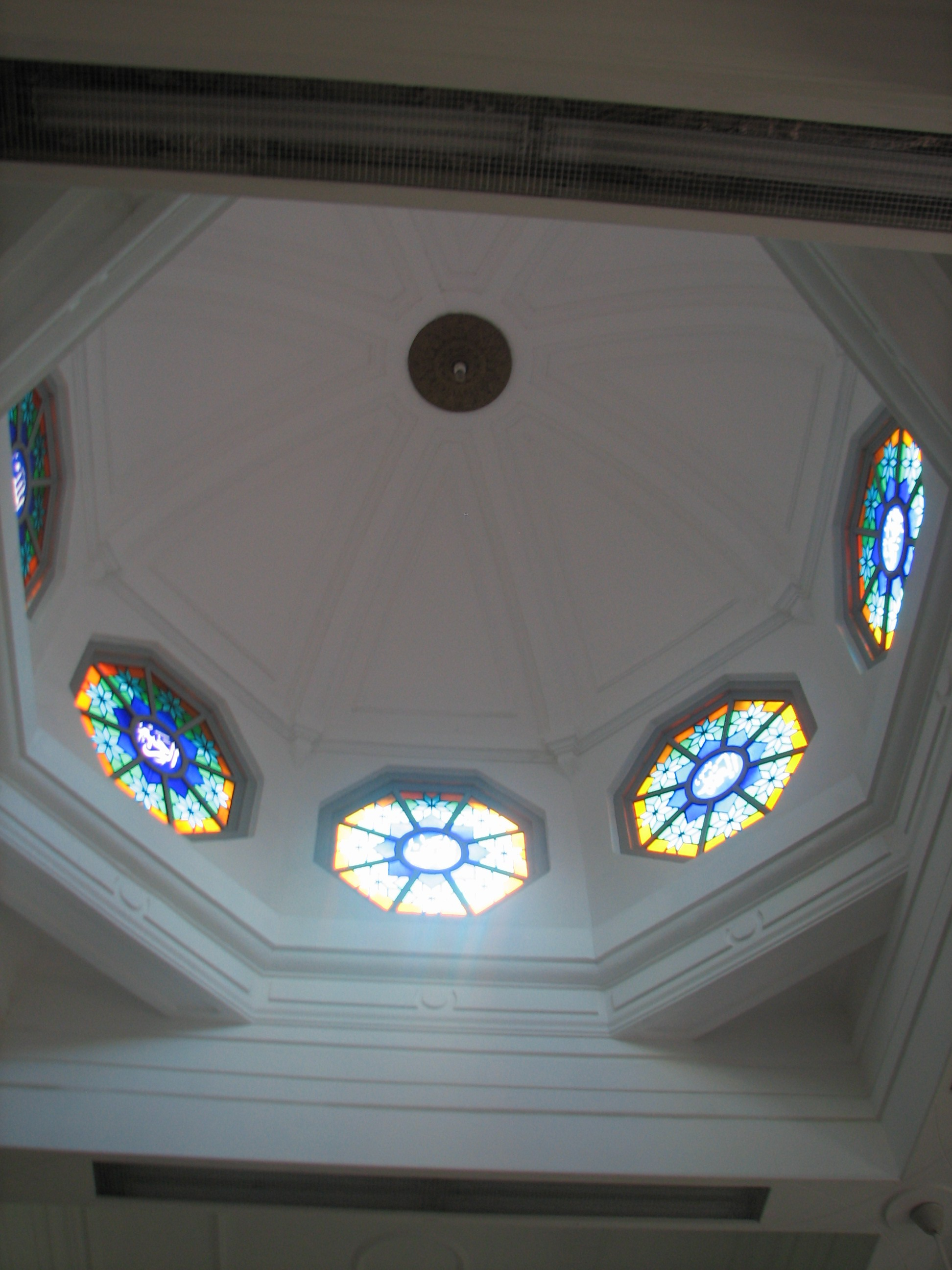
寺內拱頂及彩色玻璃
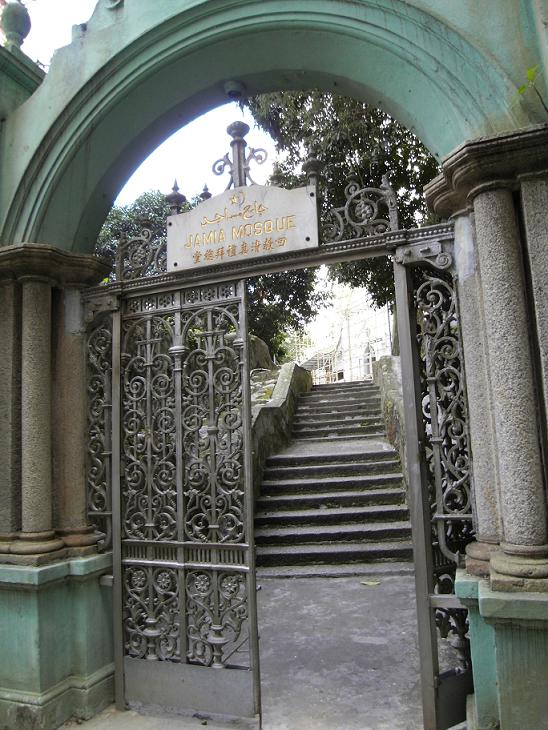
入口鐵閘

### 來源
1. ↑  . 香港經濟日報. 2022-03-10  [2022-03-10].

### 引用
1. 丁新豹.  第一版. 香港: 商務印書館. 2008. ISBN 978-962-07-4433-4. OCLC 259242780.

## 外部連結
- 回教清真禮拜總堂 地圖